# Pozáldez
Pozáldez är en ort i Spanien.   Den ligger i provinsen Provincia de Valladolid och regionen Kastilien och Leon, i den centrala delen av landet, 140 km nordväst om huvudstaden Madrid. Pozáldez ligger 796 meter över havet och antalet invånare är 496.
Terrängen runt Pozáldez är huvudsakligen platt. Pozáldez ligger uppe på en höjd. Runt Pozáldez är det mycket glesbefolkat, med 5 invånare per kvadratkilometer. Närmaste större samhälle är Medina del Campo, 8,8 km sydväst om Pozáldez. Trakten runt Pozáldez består till största delen av jordbruksmark.